# Юбилейное (Акмолинская область)
Юбилейное (каз. Юбилейное) — село в Есильском районе Акмолинской области Казахстана. Административный центр Юбилейного сельского округа. Код КАТО — 114875100.

## География
Село расположено примерно в 53 км к юго-западу от районного центра города Есиль. Ближайшие населённые пункты — сёла Интернациональное и Ейское.

## Население
В 1989 году население села составляло 827 человек (из них русских 41%).
В 1999 году население села составляло 688 человек (335 мужчин и 353 женщины). По данным переписи 2009 года, в селе проживал 631 человек (308 мужчин и 323 женщины).
| Динамика численности населения | Динамика численности населения | Динамика численности населения |
| 1989                           | 1999                           | 2009                           |
| ------------------------------ | ------------------------------ | ------------------------------ |
| 827                            | ↘688                           | ↘631                           |